# 渡辺省吾 (実業家)
渡辺 省吾（わたなべ しょうご、1915年8月31日 - 2007年5月22日）は、日本の経営者。日興証券社長を務めた。東京都出身。

## 経歴
1938年に東京帝国大学経済学部を卒業し、同年に日本興業銀行に入行。1962年11月に日興証券常務に就任し、1963年11月に専務を経て、1966年11月に副社長に就任し、1970年11月には社長に昇格。1973年11月に会長に就任し、1981年12月に取締役相談役を経て、再び1982年10月に会長に就任し、1986年12月から相談役を務めた。
1975年1から1992年までの間に日本証券業協会の会長の第3代・第7代・第12代を務めた。
1978年11月に藍綬褒章を受章し、1986年11月に勲一等瑞宝章を受章した。
2007年5月22日腹部大動脈瘤破裂のために死去。91歳没。